# Waleed Abdullah
Waleed Abdullah (19 de abril de 1986) é um futebolista profissional saudita que atua como goleiro.

## Carreira
Waleed Abdullah representou a Seleção Saudita de Futebol na Copa da Ásia de 2015.